# Oryctes proxilus
Espèce
Oryctes proxilus est une espèce d'insectes coléoptères de la famille des Scarabaeidae.